# Gobiconodon
Gobiconodon is een geslacht van uitgestorven zoogdieren uit de Eutriconodonta. Soorten uit dit geslacht kwamen in het Vroeg-Krijt op meerdere continenten voor.

## Fossiele vondsten
In 1978 werd op basis van fossiele vondsten in Mongolië met G. borissiaki de eerste soort uit het geslacht Gobiconodon beschreven. Inmiddels zijn tien soorten bekend. De meeste soorten leefden tijdens de tijdvakken Aptien en Albien van het Vroeg-Krijt. In de eenentwintigste eeuw zijn met name nieuwe soorten beschreven naar aanleiding van vondsten in de Volksrepubliek China, onder meer in de Yixian-formatie waar ook fossielen van meerdere gevederde dinosauriërs zijn gevonden.
- G. bathoniensis - Engeland
- G. borissiaki - Mongolië, Rusland
- G. haizhouensis - China
- G. hoburensis - Mongolië, Rusland
- G. hopsoni - Mongolië
- G. luoianus - China
- G. ostromi - Verenigde Staten
- G. palaios - Marokko
- G. tomidai - China
- G. zofiae - China
- Gobiconodon sp. - Mongolië, Rusland, Spanje

## Kenmerken
Het uiterlijk van Gobiconodon is met name bekend van G. ostromi. Van deze soort zijn twee partiële skeletten gevonden in de Cloverly-formatie in Montana, die de beroemde Morrison-formatie overligt. Gobiconodon had met een lengte van ongeveer 45 tot 50 cm de grootte van een hedendaagse Virginiaanse opossum. Met een geschat gewicht van 4,5 tot 5,5 kg was het wel zwaarder gebouwd. Dit blijkt uit de robuustere poten en wervels. Aan de enkel van G. ostromi bevindt zich een benige spoor, die overeenkomsten vertoont met die bij mierenegels en het vogelbekdier. Bij deze dieren is de enkelspoor verbonden met een gifklier.
G. hoburensis is de kleinst bekende soort en G. hopsoni de grootste. Het gebit, de krachtige kaken en de bouw van de poten toont aanpassingen voor een carnivore leefwijze. Gobiconodon jaagde waarschijnlijke op gewervelde prooidieren en mogelijk werd ook aas gegeten. 